# Line Fruensgaard
Line Widt Daugaard (født 17. juli 1978 i Herning) er en tidligere dansk håndboldspiller. Hun spillede pladsen som venstre fløj.
Daugaard startede med at spille håndbold, da hun var 8-9 år. Hun spillede i Ikast/Bording Elite Håndbold, hvor hun altid har spillet, bortset fra sæsonen 2000/2001, hvor hun spillede i Brabrand IF sammen med bl.a. Mette Melgaard, Anne Loft og Line Hovgaard, der senere spillede i Slagelse Dream Team, men også med Stine Frank, som både har spillet i GOG og Slagelse Dream Team. 
Daugaard har spillet for det danske A-landshold i 103 kampe og har scoret 307 mål for landsholdet. Hun debuterede på landsholdet den 8. september 1999 mod Norge. Hun stoppede på landsholdet inden EM 2004 i Ungarn.
Line har vundet guld ved OL 2004 i Athen og EM 2002 i Århus med landsholdet. Med Ikast har hun vundet City Cup 1998, DM 1998, håndboldligaens grundspil 2002, EHF cup 2002, Cup Winners Cup 2004 og tre gange den danske pokalturnering.
Line er også kåret som håndboldligaens bedste venstre fløj i 2002, hvor hun blev udtaget til All Star Team ved EM 2002, nr. 5 ved IHF's kåring af verdens bedste håndboldspiller 2003, på ligatrænernes "Årets hold" i 2004 og udtaget til All Star Team ved OL 2004.
Hun er ikke længere aktiv og privat danner hun par med Jeppe Fruensgaard, der også er tidligere håndboldspiller. Hun har tre børn, hvoraf Hannah Widt Fruensgaard.